# 史岩之
史巖之（1193年—1270年），字子尹，庆元府鄞县（今浙江省宁波市鄞州区）人，南宋政治人物。

## 生平
出生望族东钱湖史氏，是四明史氏第七代。史弥忠第三子，史嵩之弟。
南宋嘉定十年（1217年）丁丑科进士。初授迪功郎、长兴县县尉。紹定元年知長興縣。紹定三年通判真州，五年以将作监丞兼任真州知州，兼權淮南东路运判。金兵南下进犯仪真，率众抵御，金兵退兵，终保无事。嘉熙年间，任临安府知府。後歷任戶部侍郎、兵部尚書、戶部尚書、吏部尚書、知紹興府、浙東安撫使、知福州、福建安撫使、知平江府、知潭州等中央與地方官員。咸淳元年，以资政殿学士、银青光禄大夫、提舉臨安府洞霄宮、奉化郡開國公致仕。咸淳六年過世，享年七十八歲。
有稱曾任大理寺司直，或以吏部尚书致仕，對照墓誌銘，皆不正確。
事母甚孝，老母80大寿时，想登上海岛普陀山上进香，但年迈不能航海，于是为母在家附近东钱湖霞屿山上开洞建观音寺。有子史珌卿。
史岩之墓誌現保存於會稽金石博物館。

## 遺迹
今浙江宁波东钱湖墓葬群史巖之墓道石刻，现存石文臣、石武将各1对，石羊1只。